# Едуард VIII
Едуард VIII (англ. Edward Albert Christian George Andrew Patrick David, за англійською традицією Едвард VIII; 23 червня 1894 — 28 травня 1972) — король Сполученого Королівства та Британських домініонів, імператор Індії в період з 20 січня до 11 грудня 1936 року.
Після смерті свого батька Георга V  став другим королем династії Віндзорів. Через кілька місяців після коронації, стало відомо про його намір одружитися з американкою Волліс Сімпсон, яка вже була в другому шлюбі. Це спричинило конституційну кризу у Сполученому Королівстві. Відтак, Едуард зрікся королівського престолу й по тому носив титул герцога Віндзорського. Натомість престол посів його молодший брат Георг VI.

## Ранні роки. Принц Уельський

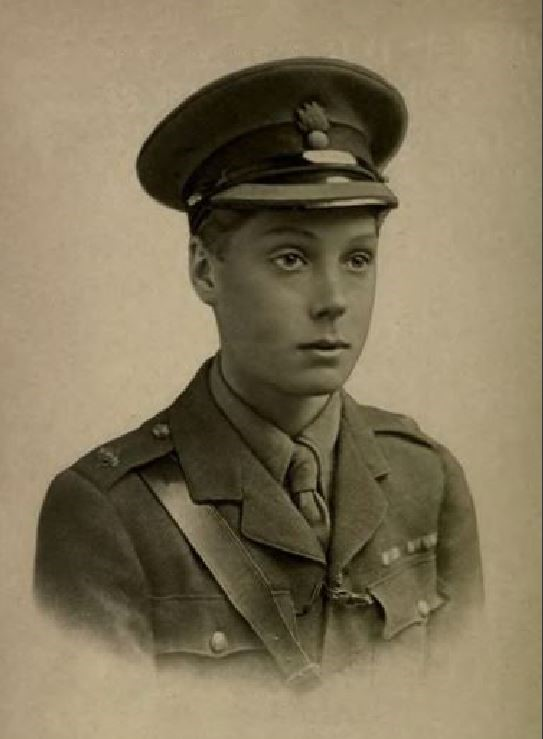
Едуард принц Уельський

Народився в Уайт-Лодж, Річмонд-парк; старший правнук королеви Вікторії I по прямій чоловічій лінії, мав з народження титул високості. При хрещенні отримав шість імен — Едуард на честь діда, Альберт на честь прадіда, а імена Джордж (Георгій), Ендрю (Андрій), Патрик і Девід (Давид) — відповідно на честь святих покровителів Англії, Шотландії, Ірландії та Уельсу. З імен волів останнє, Давид або Девід, і до кінця його днів найближчі родичі і друзі так його і називали.
Після смерті діда, Едуарда VII, 6 травня 1910 р., 15-річний принц автоматично став спадкоємцем британського престолу, а 2 червня 1910 батько, Георг V, дав йому титул принца Уельського. Він був першим з часів Середньовіччя принцом Уельським, що пройшов інвеституру (1911) в Кернарвонському замку в Уельсі, на чому наполіг прем'єр-міністр, валлієць Девід Ллойд-Джордж. Під час Першої світової війни служив в армії, їздив на фронт, але його не пускали воювати на передову. Російський імператор Микола II 16 травня 1916 нагородив його орденом св. Георгія 3-го ступеня. В 1920-й багато їздив по Британській імперії, відвідував області, уражені Великою депресією та ін.
Принц Уельський був неодружений і мав близькі стосунки з кількома одруженими жінками; в 1930 р. він познайомився з американкою Волліс Сімпсон (раніше розлученою, яка перебувала у другому шлюбі), до якої відчував глибоку прихильність, що зіпсувало його відносини з батьком. Едуард вирішив одружитися з нею і вимагав, щоб батьки приймали її при дворі.

## Правління

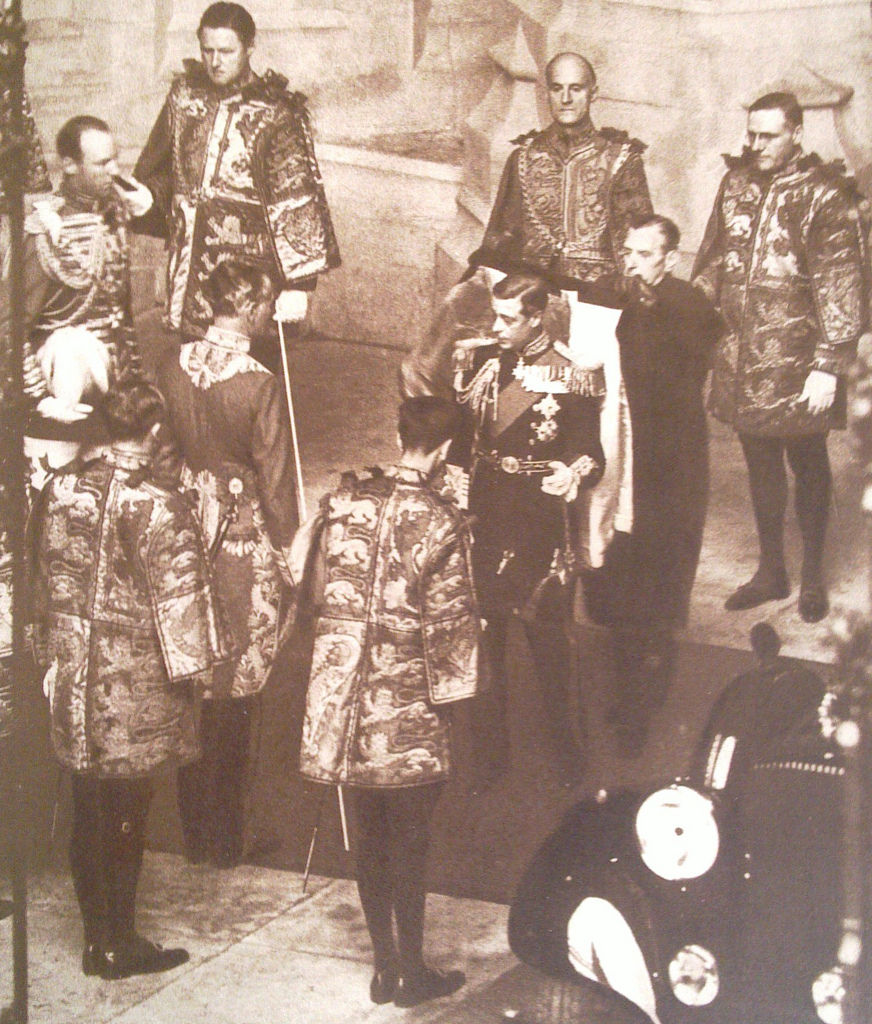
Едуард VIII на його єдиному відкритті Парламенту, 3 листопада 1936

Король Георг V помер 20 січня 1936 року, і Едуард зійшов на престол як король Едуард VIII. Наступного дня в супроводі Волліс Сімпсон він порушив звичаї, спостерігаючи за проголошенням власного вступу на престол з вікна палацу Сент-Джеймс. Він став першим монархом Британської імперії, який літав на літаку, коли летів із Сандрінгема до Лондона на свою Раду приєднання.
Едвард викликав занепокоєння в урядових колах своїми діями, які були інтерпретовані як втручання в політичні питання. Його коментар під час екскурсії селами південного Уельсу про те, що «потрібно щось робити» для безробітних шахтарів, було розцінено як спроба керувати урядовою політикою, хоча він не запропонував жодного засобу правового захисту чи зміни в політиці. Міністри уряду не хотіли надсилати конфіденційні документи та державні папери до форту Бельведер, оскільки було зрозуміло, що Едуард приділяв їм мало уваги, і побоювалися, що Волліс Сімпсон та інші гості будинку можуть їх прочитати, неналежним чином чи ненавмисно розкриваючи урядові таємниці.

## Зречення

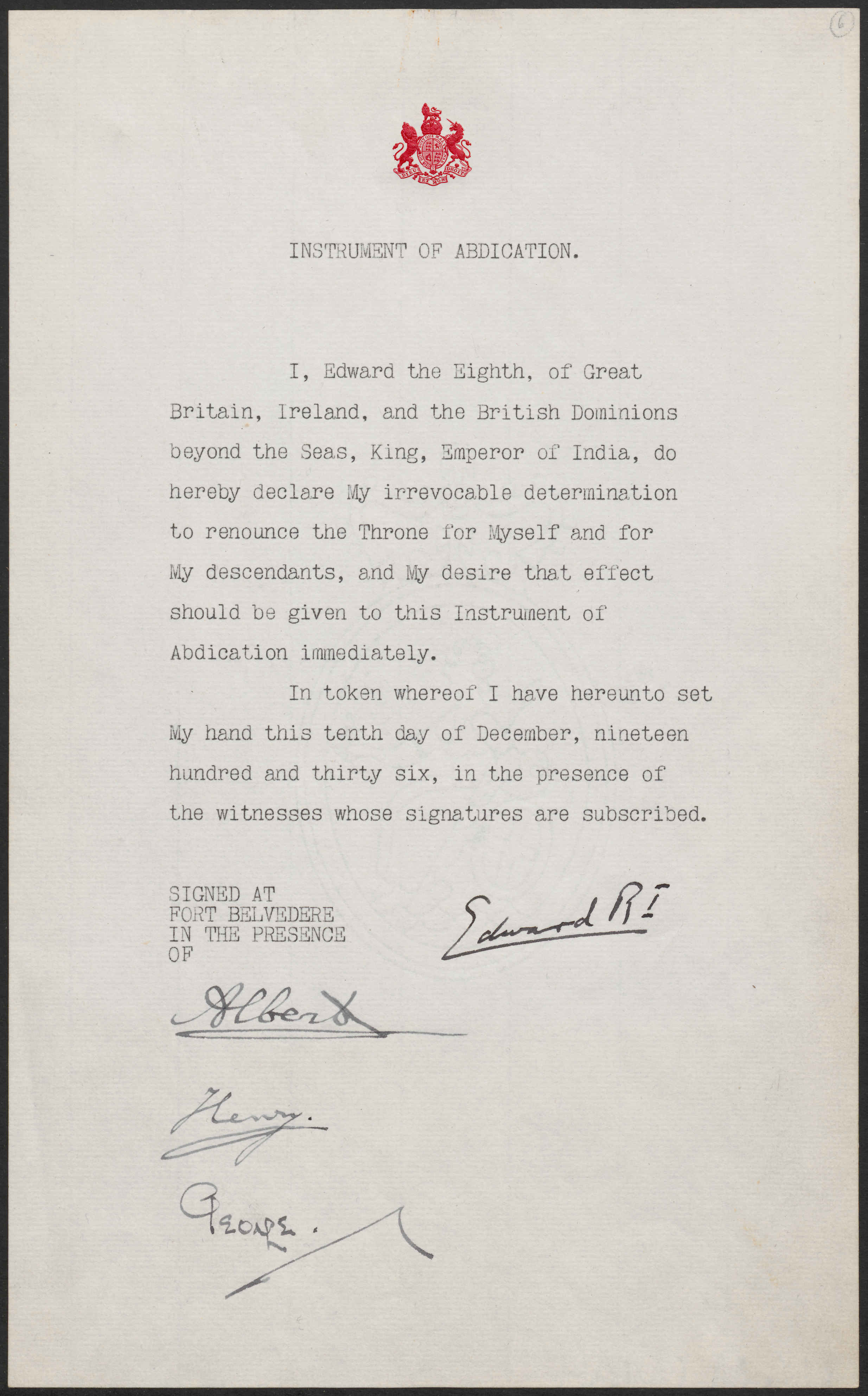
Акт про зречення Едуарда VIII, підписаний королем і трьома свідками — його братами Альбертом (Георгом VI), Генрі та Георгом Кентським

16 листопада 1936 року Прем'єр-міністр Великої Британії Стенлі Болдвін заявив, що перед королем є три альтернативи:
- 1) відмовитися від ідеї шлюбу;
- 2) одружитися з Волліс проти волі міністрів, що призведе до відставки уряду, дострокових виборів і конституційної кризи в Британії і у всіх домініонах, крім ірландського, причому основним приводом слухань в новому парламенті стане особисте життя короля;
- 3) зректися престолу.

Не бажаючи державі кризи й можливого розпаду і твердо бажаючи одружитися з коханою жінкою, Едуард вибрав останній варіант. Був підготовлений закон про порядок зречення, указ про введення котрого в дію Едуард підписав 10 грудня 1936 року у своєму замку форті Бельведер, за присутності 3 братів: герцога Альберта Георга Йоркського, герцога Генрі Глостерського та герцога Георга Кентського. Наступного дня він дав формальну згоду (Royal assent) на оприлюднення акту у всіх домініонах Співдружності, крім Ірландії, котра не побажала з такого випадку скликати парламент і лише 12 грудня підтвердила це рішення; таким чином, протягом 24 годин у Великій Британії та Ірландії були різні королі.
У ніч на 11 грудня колишній король виступив на радіо з такою промовою: «Я знайшов неможливим нести тяжкий тягар відповідальності й виконувати обов'язки короля без допомоги та підтримки жінки, котру я кохаю».
Безпосередньо потім, 11 грудня 1936 року, наступний у порядку наслідування герцог Альберт Георг Йоркський автоматично став королем Великої Британії як Георг VI, а дочка його, принцеса Єлизавета, стала спадкоємицею престолу. Георг VI коронувався в травні 1937 року, в той самий день, коли збирався коронуватися його брат.
Восени 1937 року Едуард зі своєю дружиною приїхали до Третього райху на особисту зустріч з Адольфом Гітлером. Після того як тодішній король Британії Георг VI дізнався про цю зустріч, він надав своєму брату титул губернатора Багамських островів і відправив його туди. Там він пробув до кінця Другої світової війни. Після того він повернувся у Францію і жив там до смерті в 1972 році.

## Герб
| 1911–1936 (Принц Уельський) | 1936 | 1936 (у Шотландії) | 1937–1972 (Герцог Віндзорський) |

## Нагороди
- KG: Орден Підв'язки, 1910
- ISO: Орден Імперської служби, 1910
- MC: Воєнний Хрест, 1916
- GCMG: Орден Святого Михайла і Святого Георгія, 1917
- GBE: Орден Британської імперії, 1917
- KStJ: Орден святого Джона, 1917
- GCVO: Королівський Вікторіанський орден, 1920
- PC: Таємна рада Великої Британії 1920
- GCSI: Орден Зірки Індії, 1921
- GCIE: Орден Індійської імперії, 1921
- KT: Орден Будяка, 1922
- KP: Орден Святого Патрика, 1927
- GCB: Орден Лазні, 1936

- Орден Почесного легіону, 1912
- Орден Золотого руна, 1912
- Орден Слона, 1914
- Орден Святого Олафа, 1914
- Орден святого Георгія, 1916
- Орден Михая Хороброго, 1918
- Орден Серафимів, 1923
- Орден «Сонце Перу», 1931
- Орден Христа, 1931
- Орден Південного Хреста, 1933

## Військові звання
- Британський фельдмаршал;
- Адмірал британського флоту;
- Маршал Королівських ВПС;

## Ушанування пам'яті

### У кінематографі
- Життя Едуарда VIII як члена королівської родини було висвітлено в серіалі «Корона».
- Також образ короля відображено у художньому фільмі «Король говорить».
- Фільм Ми.Віримо у кохання. В ролі Джеймс Д'Арсі.